# Lobelia henricksonii
Lobelia henricksonii là loài thực vật có hoa trong họ Hoa chuông. Loài này được M.C.Johnst. mô tả khoa học đầu tiên năm 1982.